# Katedra św. Mikołaja w Bielsku-Białej
Katedra św. Mikołaja w Bielsku-Białej – katedra diecezji bielsko-żywieckiej, a także jeden z największych kościołów w Bielsku-Białej. Położona jest na Starym Mieście, przy pl. św. Mikołaja i leży na terenie Dekanatu Bielsko-Biała I – Centrum. Pełni również funkcję kościoła parafialnego (parafia św. Mikołaja). Katedra powstała w latach 1443–1447, jednak obecny kształt uzyskała dopiero w 1912 roku. Na skutek licznych przebudów posiada elementy większości stylów architektonicznych – od gotyku po modernizm.

## Historia

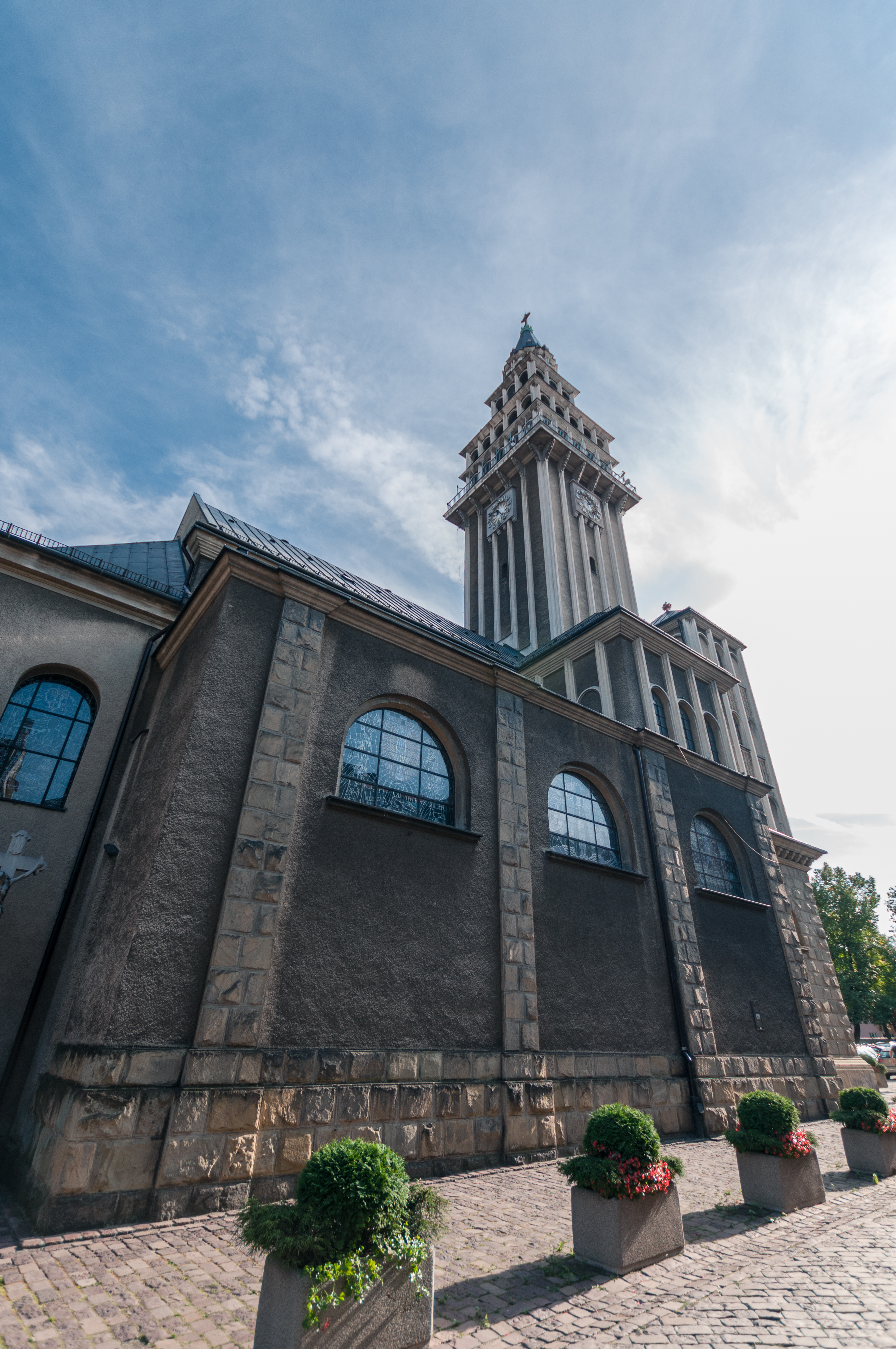
Katedra Św Mikołaja od strony północnej

Pierwszy kościół w tym miejscu został wzniesiony w latach 1443–1447 w stylu gotyckim przez księcia cieszyńskiego Wacława I na miejscu, przypuszczalnie stojącego tu od czasu założenia miasta, drewnianego kościółka otoczonego cmentarzem (filii parafii w Starym Bielsku).
Budowa murowanej świątyni wiąże się z przeniesieniem parafii z kościoła w Starym Bielsku do miasta Bielska. Wtedy też jej patron – św. Mikołaj – stał się patronem miasta.
W latach 1559–1630 kościół był zamieniony na kościół luterański, którego ostatnim pastorem był Jerzy Trzanowski – kaznodzieja i pisarz religijny. Potem przywrócono go siłą katolikom, ale spalił się doszczętnie w 1659 r. Po pożarze został przebudowany sumptem bielskiego barona Juliusza Gotlieba Sunnegha, który ufundował także nowe, barokowe wyposażenie. Kościół stał się miejscem pochówków tej luterańskiej węgierskiej rodziny.
W 1682 r. bielska świątynia została obrabowana przez powstańczy oddział węgierski pod wodzą Imre Thökölego, który zabił przed kościołem proboszcza Krzysztofa Buriana.
Zniszczony pożarem w 1750 r., kiedy to piorun stopił dzwon, zegar wieżowy i spalił dach, odbudowany został w latach 1751–1756. W 1783 r. zlikwidowano otaczający kościół cmentarz, a w 1808 r. kościół padł ofiarą kolejnego pożaru.
Od 1752 r. kolatorami kościoła byli książęta bielscy – Sułkowscy. Książę Jan Nepomucen ufundował w latach 1815–1822 nowe, barokowo-klasycystyczne wyposażenie, które przetrwało do lat 60. XX wieku.
W latach 1909–1912 dokonano, według projektu architekta wiedeńskiego Leopolda Bauera, gruntownej przebudowy przez rozszerzenie nawy i wzniesienie fasady w stylu art déco z elementami neoromańskimi z wysoką wieżą (61 m).
W 1992 r. została utworzona diecezja bielsko-żywiecka, a dotychczasowy kościół parafialny pw. św. Mikołaja podniesiono do rangi katedry. W 1998 roku zrealizowano projekt architekta Stanisława Niemczyka, który dostosował prezbiterium do wymogów kościoła katedralnego.
27 listopada 2011 roku po raz pierwszy w historii bielskiej katedry w jej murach odbyły się święcenia biskupie. Wyświęcony został bp Piotr Greger, biskup pomocniczy diecezji bielsko-żywieckiej. Konsekracji dokonali: kardynał Stanisław Dziwisz, abp Celestino Migliore, nuncjusz apostolski w Polsce i bp Tadeusz Rakoczy, ordynariusz diecezji bielsko-żywieckiej.

## Architektura

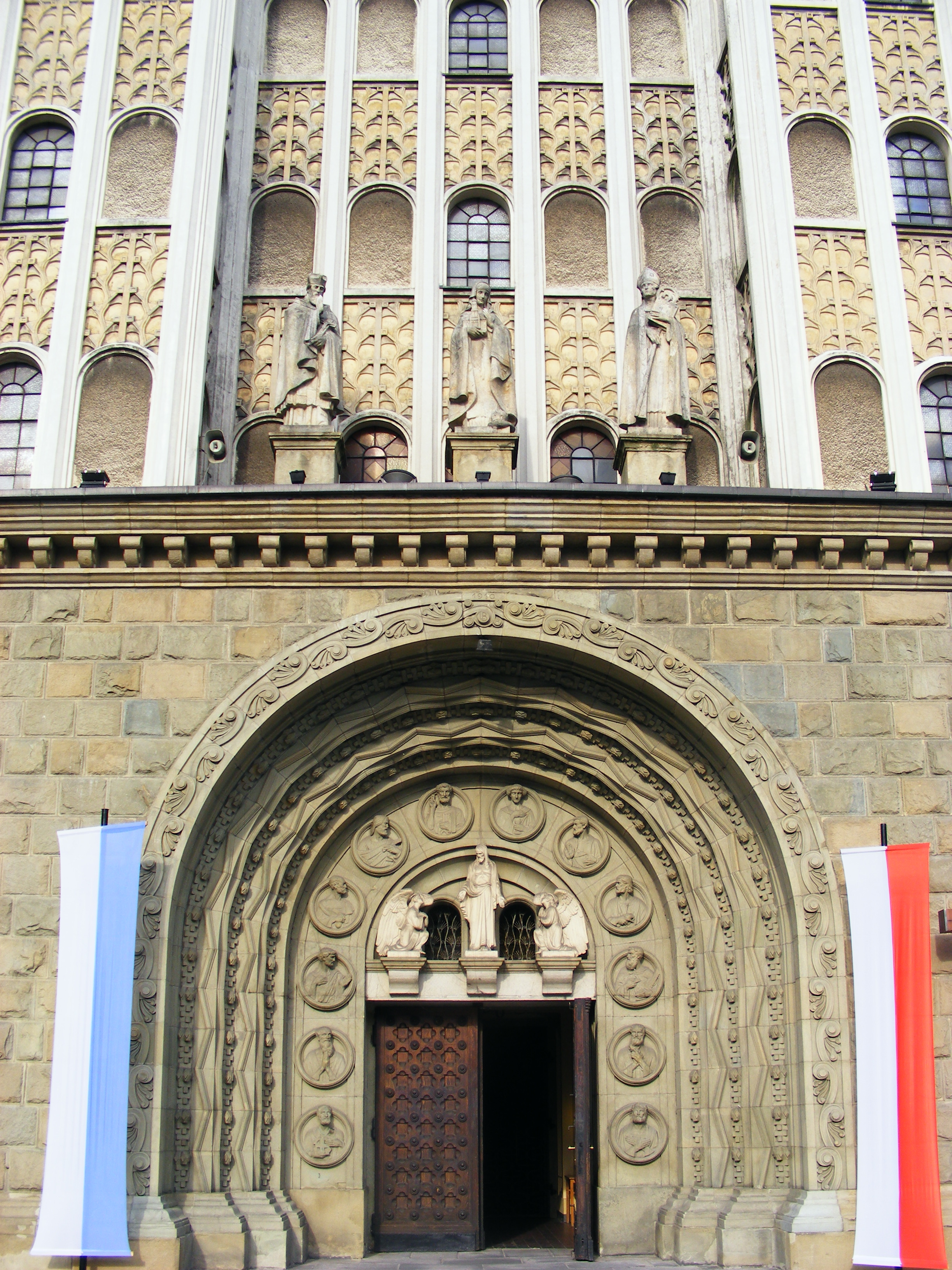
Neoromański portal katedry

Współczesny wygląd katedra uzyskała dzięki przebudowie, której dokonano w latach 1909–1910 według projektu Leopolda Bauera.
Wtedy wzniesiono 61-metrową wieżę, przedłużono nawę główną i dobudowano nawy boczne. Wieża przypomina włoską kampanilę, wzorem dla niej była najprawdopodobniej dzwonnica św. Marka w Wenecji.
Ozdobiono ją stylizowanymi gałęziami winnej latorośli, symbolizującymi bożą miłość i Kościół. Na wieży, którą w 1998 r. nakryto miedzianą blachą, znajduje się zegar z 1918 roku.
Portal świątyni zdobi figura Chrystusa otoczona medalionami z wizerunkiem dwunastu apostołów, nad którym umieszczono posągi św. Mikołaja, Jadwigi Śląskiej i św. Jana Nepomucena. Rzeźby wykonał współpracownik Otto Wagnera – Othmar Schimkowitz.
Na ścianie północnej znajduje się tablica pamiątkowa z nazwiskami parafian poległych w I wojnie światowej.

## Wnętrze

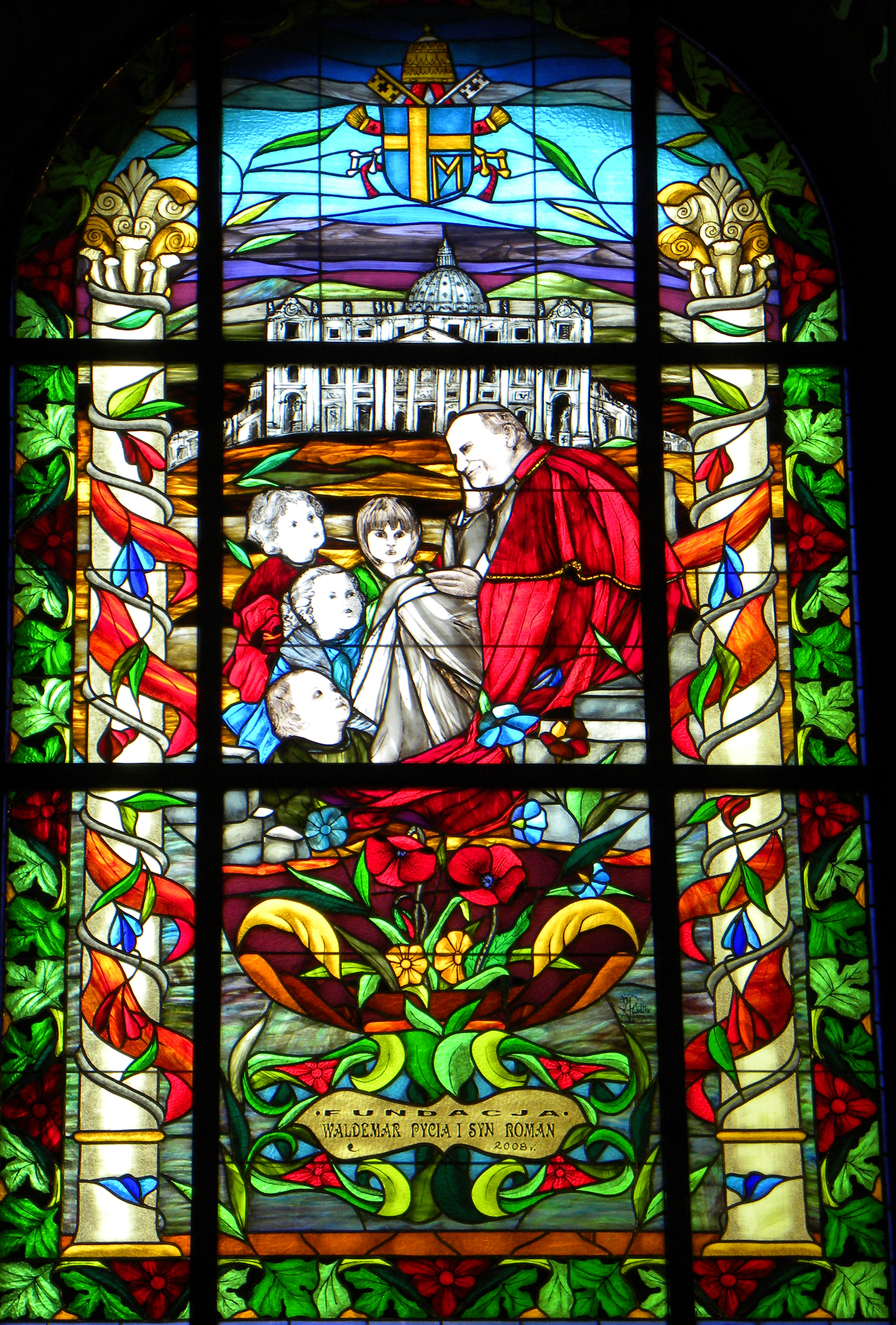
Jeden z witraży w nawie głównej

### Nawa główna
Obecny wygląd katedry to wynik kontrowersyjnych posoborowych zmian z lat 1965–1966. Wtedy świątynię ogołocono prawie ze wszystkiego – zachowano jedynie konfesjonały z 1910 r. Zamalowano też zdobiące ściany polichromie, które powróciły dopiero w 1998 r. (w tym roku zrekonstruowano również freski w prezbiterium pochodzące z 1936 r.).
W wyższej części nawy znajdują się kolorowe, secesyjne witraże wiedeńczyka Rudolfa Harflingera z 1912 roku.
Odmienne stylistycznie są witraże w niższej części nawy – nie ma w nich cienia monumentalizmu. Wykonano je w 1894 r. w Pradze w pracowni C.L. Turckego. Przedstawiają Najświętsze Serce Pana Jezusa i Niepokalane Serce Matki Bożej. W 2009 wykonano nowy witraż w miejsce pustego okna, przedstawiający Jana Pawła II, stylizowany na wcześniejsze XIX-wieczne witraże. W 2012 zamontowano kolejny witraż z wizerunkiem Kardynała Stefana Wyszyńskiego. Tym samym okna w południowej ścianie kościoła są już wszystkie uzupełnione witrażami. W północnej ścianie wykonano witraż z wizerunkiem bł. Jerzego Popiełuszki fundacji NSZZ Solidarność, który uroczyście poświęcił ks. prał. Zbigniew Powada 14.12.2012 r., a także witraż ks. Stanisława Stojałowskiego z inicjatywy Domu Polskiego umieszczony w 2013 r. Witraże wykonała pracownia witraży Wuttke.
W nawie głównej i nawach bocznych znajdują się stacje Drogi Krzyżowej z 1860 roku.
Nad bocznym wejściem do nawy głównej od północnej strony wisi obraz Jana Pawła II wykonany przez Piotra Kłoska.
Organy zostały wykonane przez firmę Rieger z Karniowa w 1920 r. W 1952 r. zostały one rozbudowane przez firmę Wacława Biernackiego z Krakowa. Posiadają 51 głosów.

### Nawa północna
W północnej nawie znajduje się obraz „Chrystus w Ogrójcu”, a pod nim współczesny ołtarz 
z XIX-wiecznym krucyfiksem pochodzącym z poprzedniego wyposażenia. Po lewej stronie ołtarza stoi figura Najświętszego Serca Pana Jezusa pochodząca z dawnego bocznego ołtarza usuniętego w latach 60. XX w.

### Nawa południowa
W południowej nawie znajduje się krzyż upamiętniający nabożeństwo Drogi Krzyżowej odbywającej się corocznie ulicami miasta. Po prawej stronie krzyża stoi figura Matki Bożej z Dzieciątkiem pochodząca z dawnego bocznego ołtarza usuniętego w latach 60. XX w.

### Ołtarze

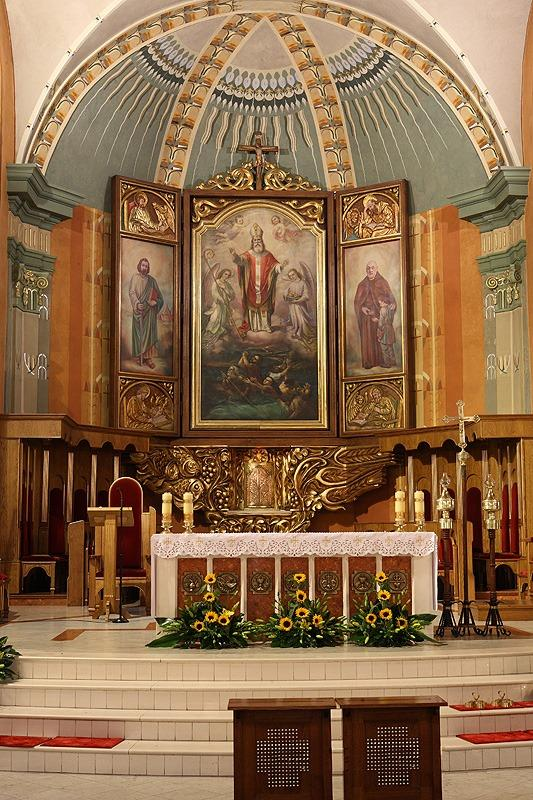
Prezbiterium

W 1991 r. wykonano w miejsce zdemontowanego w latach 60. XX wieku nowy ołtarz główny. Wcześniej był on zastąpiony płaskorzeźbą Zygmunta Brachmańskiego, przedstawiającą Chrystusa na krzyżu (obecnie zdemontowana). W ołtarzu głównym znajduje się tabernakulum zachowane z XIX-wiecznego wyposażenia.
W ołtarzu zwraca uwagę obraz z 1845 r. przedstawiający św. Mikołaja ratującego rozbitków z tonącego okrętu. Po bokach umieszczono wizerunki św. Pawła i św. Brata Alberta. Ich autorem jest Piotr Kłosek.

### Kaplica Matki Boskiej Częstochowskiej
Kaplica ta jako jedyna przetrwała wszystkie pożary kościoła.
Od 1729 r. w kaplicy wisi łaskami słynący obraz przywieziony z Tokaju przez płk Teodora Sułkowskiego. W 2012 obraz został poddany gruntownej konserwacji w Pracowni Konserwatorskiej Muzeum Śląskiego w Katowicach. Znajdują się tu też relikwie: św. Mikołaja, św. Franciszka z Asyżu, Dzieci Fatimskich, św. Jana Pawła II oraz bł. Jerzego Popiełuszki.
Ponadto kaplica ta znana jest z nabożeństw polskich, jakie odprawiał w niej na początku XX wieku słynny działacz polski – ks. Stanisław Stojałowski. O tym fakcie wspomina tablica pamiątkowa.

### Dzwony
O pierwszym zestawie dzwonów nie ma żadnych informacji. Dzwony te zarekwirowało wojsko austriackie podczas I wojny światowej. Do dziś, zachował się tylko najmniejszy z nich. W 1937 roku odlano nowy zestaw dzwonów. Zostały wykonane w Odlewni Dzwonów Karola Schwabe w Białej. Największy dzwon o wadze 3345kg był największym odlanym w tej odlewni.
| Imię                                          | Waga (kg) | Ton  |
| --------------------------------------------- | --------- | ---- |
| Christus Rex                                  | 3345 kg   | a0   |
| Maria Regina Poloniae (Maryja Królowa Polski) | 1424 kg   | d'   |
| St. Joseph (Św. Józef)                        | 659 kg    | fis' |
| St. Nicolaus (Św. Mikołaj)                    | 399 kg    | a'   |

Dzwony zostały zrabowane w 1942 przez wojska III Rzeszy. W ich miejsce w 1958 wykonano 5 dzwonów odlanych z żeliwa miernej jakości. Wykonano je w ozimskiej Hucie Małapanew. 
| Imię                                                                      | Waga (kg)   | Ton    | Rok Odlania | Ludwisarz                           |
| ------------------------------------------------------------------------- | ----------- | ------ | ----------- | ----------------------------------- |
| -BRAK-                                                                    | ok. 30 kg   | cis''' | 1837        | František Leopold Stanke, Ołomuniec |
| St. Nicolae (Św. Mikołaj)                                                 | ok. 400 kg  | cis''  | 1958        | Huta Małapanew, Ozimek              |
| St. Antoni (Św. Antoni)                                                   | ok. 450 kg  | c''    | 1958        | Huta Małapanew, Ozimek              |
| St. Joseph (Św. Józef)                                                    | ok. 600 kg  | ais'   | 1958        | Huta Małapanew, Ozimek              |
| Beata Virgo Maria Regina Polone (Najświętsza Maryja Panna Królowa Polski) | ok. 900 kg  | g'     | 1958        | Huta Małapanew, Ozimek              |
| Ego sum via veritas et vita (Ja jestem drogą, prawdą i życiem)            | ok. 1500 kg | f'     | 1958        | Huta Małapanew, Ozimek              |

### Rzeźby św. Jana Nepomucena

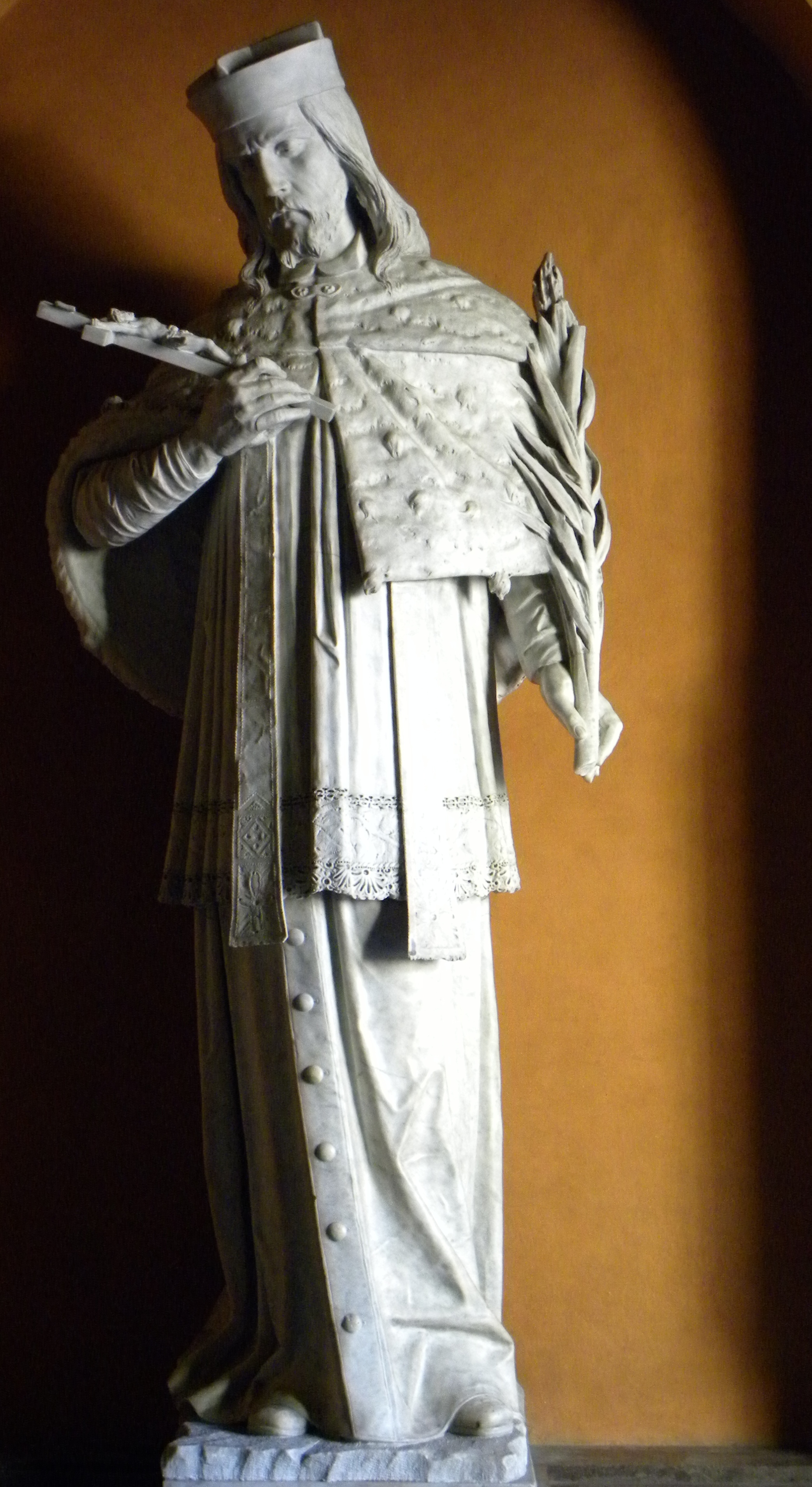
Rzeźba św. Jana Nepomucena umieszczona w środkowej kruchcie

Wewnątrz katedry znajdują się dwie rzeźby św. Jana Nepomucena (oprócz znajdującej się w portalu): w kruchcie południowej oraz w kruchcie głównej. Ta pierwsza została w latach 30. XX wieku przeniesiona z Rynku (obecnie znajduje się tam jej kopia).